# Pic de Château Renard
Le pic de Château Renard est un sommet du massif d'Escreins culminant à 2 989 m d'altitude dans le département français des Hautes-Alpes.

## Géographie

### Situation
Le pic de Château Renard est situé au cœur de la région naturelle du Queyras, à la limite des territoires des communes de Saint-Véran (au sud-ouest) et de Molines-en-Queyras (au nord-est). Il se trouve à 5 km de la frontière franco-italienne, à 20 km de Guillestre, à 31 km de Briançon et à 40 km de Barcelonnette.

### Topographie
S'élevant à 2 989 m d'altitude, sur une ligne de crête orientée nord-ouest sud-est, il domine la vallée du torrent de l'Aigue Agnelle de 900 m, au nord-est, et la vallée de l'Aigue Blanche de 1 000 m, au sud-ouest, et à l'ouest, le village de Saint-Véran (2 042 m). Le long de la même ligne de crête, le pic domine au sud-est le col de Longet (2 701 m) et la cime de Combe Crose (2 674 m) au nord-ouest.

### Géologie
Le pic de Château Renard est constitué de calcschistes de l'unité des schistes lustrés, appartenant au domaine liguro-piémontais. Les sédiments à l'origine de ces roches se sont déposés au début du Crétacé dans un domaine océanique. Au sud-est, au niveau du col du Longet, les calcschistes du pic de Château Renard chevauchent les calcschistes jurassiques du pic Traversier, au sein desquels se trouvent des lentilles de métabasaltes et de serpentinites, vestiges d'une ancienne croûte océanique,.

## Observatoire du pic de Château Renard

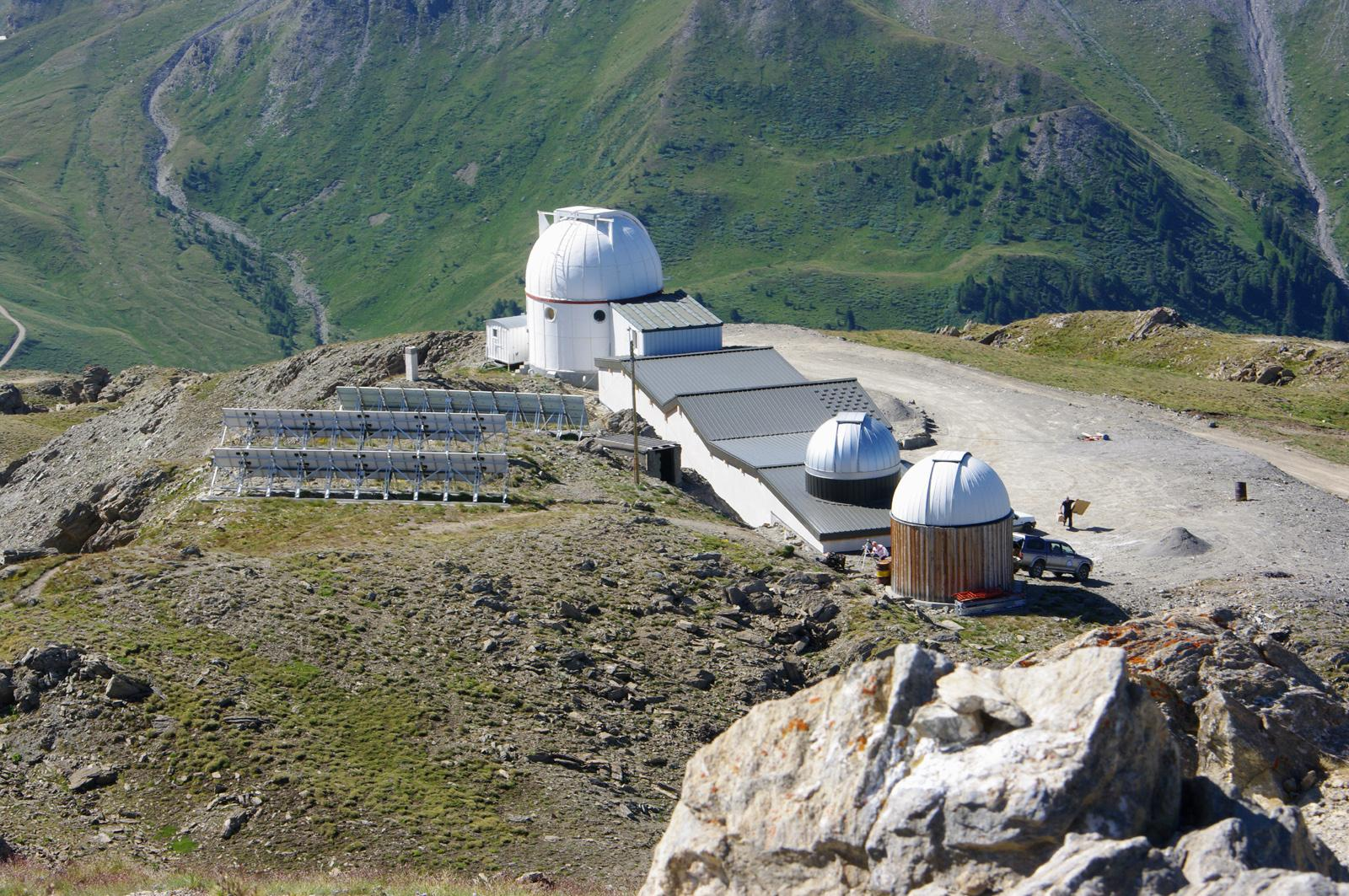
Observatoire du pic de Château Renard après sa rénovation en 2015 (vu depuis le pic de Château Renard).

L'observatoire de Saint-Véran a été construit dans les années 1970 sur le flanc sud de la montagne, à 2 936 m d'altitude ; il s'agit du plus haut observatoire d'Europe. Il est équipé d'un télescope Cassegrain de 620 mm de diamètre et de deux Ritchey Chrétien de 500 mm. Il est principalement destiné à l'astronomie amateur et est géré par l'association AstroQueyras.